# Christopher McCombs
Christopher Brian McCombs, né le 25 août 1980 à Geneva (Ohio), est un acteur, mannequin, écrivain et producteur américain. 
Il est surtout connu pour ses rôles à la télévision tels que Chris dans la série comique japonaise The Benza et son dérivé Benza English, Michael dans la série originale de Netflix Followers, et DJ Chris dans la série TV Asahi Kodawari Navi. Il est également connu pour des rôles de scène tels que Hoteye dans la production en direct de Fairy Tail.
Il maîtrise le japonais et a remporté plusieurs prix d'interprétation pour ses performances en anglais et en japonais,.

## Biographie

### Jeunesse
Christopher est né à Geniva, dans l'Ohio, et s'est installé à Cleveland avec sa mère, l'enseignante Karen Callahan, dès son plus jeune âge. Il a commencé à jouer et à être mannequin professionnellement au lycée lorsque son talentueux professeur d'éducation l'a poussé à auditionner pour des spectacles.

### Carrière
En 2013, Christopher a commencé une longue série de rôles réguliers et récurrents à la télévision japonaise, notamment Go Ji Ni Muchuu de Tokyo Metropolitan Television Broadcasting Corporation, Omotenashi no kiso eigo et Ei Ei Go de NHK Educational TV, Kodawari Navi de TV Asahi, et Bento Expo de NHK General TV. Il a également travaillé comme reporter dans des émissions comme J-Trip Plan de NHK World.
En 2015, il a créé la société de production indépendante Tokyo Cowboys pour aider à créer de meilleurs rôles pour les étrangers souhaitant travailler au Japon. Suivant les conseils du président de Freewave Entertainment, Mutsumi Takahashi, Christopher a commencé à mettre sur pied une équipe d'artistes et de créateurs japonais et étrangers qui voulaient créer des divertissements qui représentent mieux la diversité de Tokyo. Bien qu'à l'origine concentrés sur la réalisation de courts métrages, les Tokyo Cowboys ont commencé à produire des séries de divertissement en 2018 avec la série web Till Death, et The Benza de 2019 sur Amazon Prime Video. Son rôle au sein des Tokyo Cowboys est à la fois producteur et scénariste en chef.
En 2020, il a commencé à travailler sur la série dérivée de The Benza, Benza English. En plus de ses rôles habituels à TV Asahi, NHK Educational TV, et NHK General TV, il a commencé à apparaître régulièrement dans Zip! de Nihon TV, une émission d'information matinale japonaise.

## Filmographie partielle
- 2015 : Haha to kuraseba (母と暮せば?) de Yōji Yamada : Charles Sweeney

## Prix et distinctions
Capable de se produire en japonais et en anglais, il a remporté plusieurs prix pour son jeu d'acteur. Il a notamment remporté le prix du meilleur acteur pour son rôle dans le court métrage japonais The Actor and the Model au Festival international du film de Formose à Taïwan ainsi que le prix de l'étoile montante au Webfest de Séoul en Corée en 2018 et le prix du meilleur acteur à l'édition 2019 pour son rôle principal dans la série télévisée The Benza. Il a également été reconnu pour son travail de scénariste.
| Année | Cérémonie           | Titre                               | Résultat    |
| ----- | ------------------- | ----------------------------------- | ----------- |
| 2019  | Seoul Webfest       | Meilleur acteur pour The Benza      | Récompensée |
| 2019  | New Jersey Web Fest | Meilleur duo comique pour The Benza | Récompensée |